# Płetwal skryty

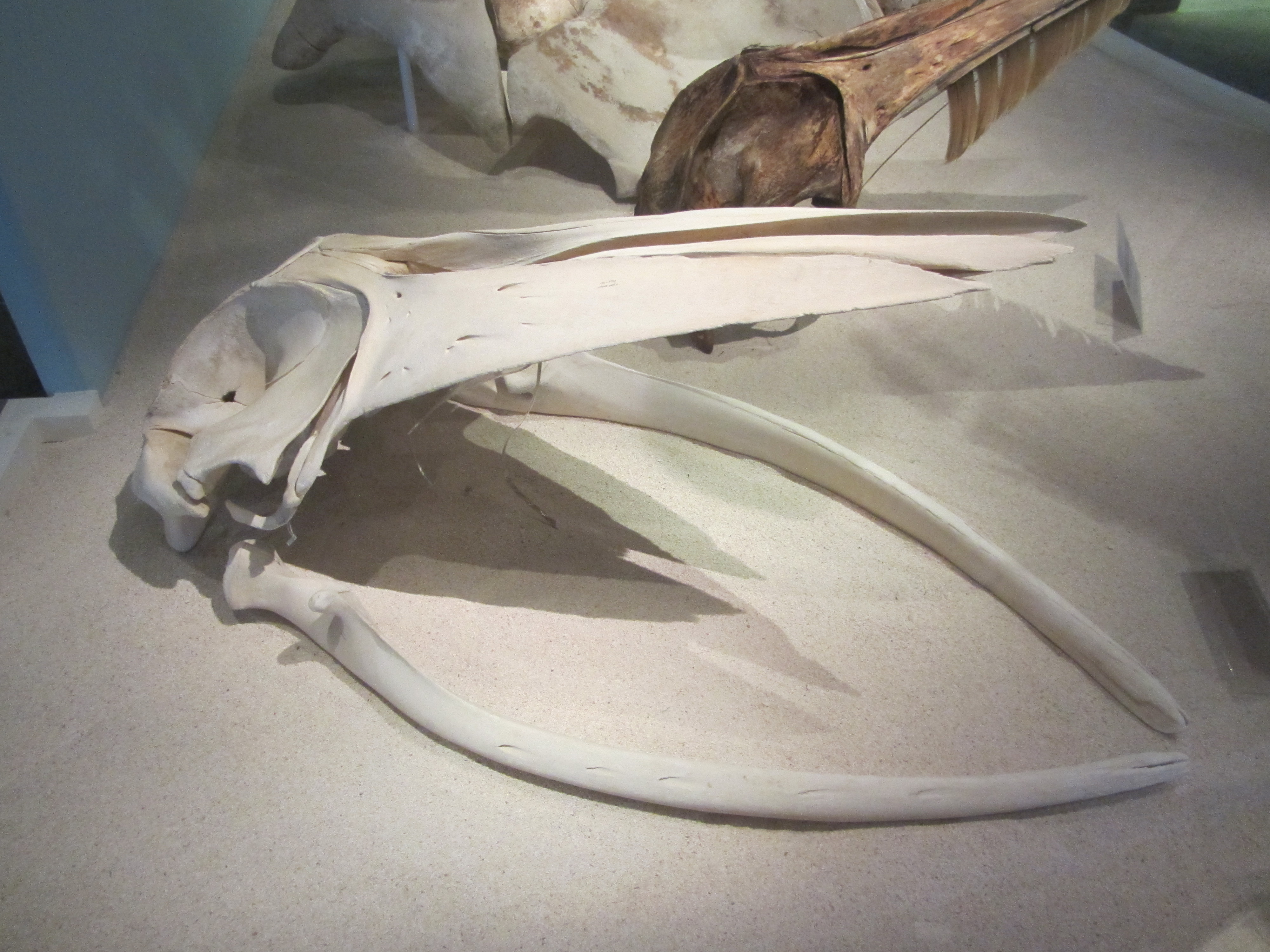
Czaszka płetwala skrytego

Płetwal skryty (Balaenoptera omurai) – gatunek ssaka morskiego z rodziny płetwalowatych (Balaenopteridae). Słabo poznany.

## Taksonomia
Gatunek po raz pierwszy zgodnie z zasadami nazewnictwa binominalnego opisał w 2003 roku zespół japońskich naukowców (Shiro Wada, Masayuki Oishi i Tadasu K. Yamada) nadając mu nazwę Balaenoptera omurai. Holotyp pochodził z wyspy Tsunoshima (34°21′03″N 130°53′09″E/34,350833 130,885833), w południowej części Morza Japońskiego, w Japonii. Holotypem była dorosła samica (numer katalogowy NSMT-M32505) składająca się z kompletnego szkieletu, zarówno kompletnych rzędów fiszbinów, jak i zamrożonych fragmentów mięśni, tkanki tłuszczowej i nerek, i zdeponowana w Narodowym Muzeum Przyrody i Nauki w Tokio; okaz typowy został zebrany przez grupę naukowców trzy dni po jego śmierci.
Po opublikowaniu pracy pojawiły się głosy, według których japońscy naukowcy postąpili zbyt pochopnie, bazując jedynie na cechach morfologicznych. Jednak analiza DNA przeprowadzona w 2006 roku potwierdziła ważność gatunku. Autorzy Illustrated Checklist of the Mammals of the World uznają ten gatunek za monotypowy.

### Etymologia
- Balaenoptera: rodzaj Balaena Linnaeus, 1758 (wal); gr. πτερον pteron „płetwa”[8].
- omurai: prof. dr. Hideo Omura (zm. 2002), japoński cetolog[9].

## Zasięg występowania
Płetwal skryty występuje w tropikalnych i subtropikalnych wodach w regionie Indo-Pacyfiku (od 36° szerokości geograficznej północnej do 38° szerokości geograficznej południowej) oraz z zapisami w całym Oceanie Indyjskim i środkowym Oceanie Atlantyckim, co sugeruje znacznie szerszy zasięg niż obecnie znany.

## Morfologia
Długość ciała 1000–1200 cm; brak szczegółowych danych dotyczących masy ciała. Istniejące dane sugerują dymorfizm płciowy – dorosłe samice są większe od dorosłych samców. Płetwal skryty jest koloru szarego z wyjątkiem białej plamy na dolnej szczęce.

## Ekologia
Płetwal skryty żywi się planktonem. Z dotychczasowych informacji, wiele wskazuje, że walenie rozmnażają się przy wschodnim wybrzeżu Afryki.
W 2015 roku zespół badaczy pod kierownictwem biologa morskiego Salvatore Cerchio poinformował, że udało się zaobserwować i udokumentować grupę około 25 osobników tego gatunku u wybrzeży Madagaskaru.

## Status zagrożenia
W Czerwonej księdze gatunków zagrożonych Międzynarodowej Unii Ochrony Przyrody i Jej Zasobów został zaliczony do kategorii DD (ang. data deficient „brak danych”).